# Schmermbecke
Schmermbecke ist ein Ortsteil in der Gemeinde Schalksmühle im Märkischen Kreis im Regierungsbezirk Arnsberg in Nordrhein-Westfalen (Deutschland).

## Lage und Beschreibung
Der Wohnplatz befindet sich am südlichen Ortsrand von Hülscheid und bildet, wie auch das direkt benachbarte Brinkerhof, mit diesem heute einen gemeinsamen geschlossenen Siedlungsbereich, war aber bis in die zweite Hälfte des 20. Jahrhunderts von Hülscheid getrennt und als eigenständige Siedlung wahrnehmbar. Die Ursprungssiedlung befand sich an der gleichnamigen Straße Schmermbecke.
Weitere Nachbarorte auf dem Schalksmühler Gemeindegebiet sind Altenhülscheid, Ramsloh, Westhöhe, Spormecke, Siepen, Berkey, Mummeshohl, Davidshöhe, Felde, Mesewinkel, Eichholz, Heedfeld, Lauenscheidermühle und die Wüstung Hilmecke.

## Geschichte
Schmermbecke gehörte bis zum 19. Jahrhundert der Bauerschaft Winkeln des Kirchspiels Hülscheid an. Ab 1816 war der Ort Teil der Gemeinde Hülscheid in der Bürgermeisterei Halver im Kreis Altena, 1818 lebten 18 Einwohner im Ort. Der laut der Ortschafts- und Entfernungs-Tabelle des Regierungs-Bezirks Arnsberg als Hof kategorisierte Ort besaß 1839 vier Wohnhäuser, eine Fabrikationsstätte bzw. Mühle und zwei landwirtschaftliche Gebäude. Zu dieser Zeit lebten 39 Einwohner im Ort, allesamt evangelischen Bekenntnisses.
1844 wurde die Gemeinde Hülscheid mit Schmermbecke von dem Amt Halver abgespaltet und dem neu gegründeten Amt Lüdenscheid zugewiesen.
Der Ort ist auf der Preußischen Uraufnahme von 1840 unter dem Namen Schmerbecke verzeichnet. Ab der Preußischen Neuaufnahme von 1892 ist der Ort auf Messtischblättern der TK25 als Schmermbecke verzeichnet.
Die Gemeinde- und Gutbezirksstatistik der Provinz Westfalen führt 1871 den Ort als Hof mit fünf Wohnhäusern und 43 Einwohnern auf.  Das Gemeindelexikon für die Provinz Westfalen gibt 1885 für Schmermbecke eine Zahl von 27 Einwohnern an, die in fünf Wohnhäusern lebten. 1895 besitzt der Ort fünf Wohnhäuser mit 37 Einwohnern, 1905 werden vier Wohnhäuser und 29 Einwohner angegeben.
1969 wurden die Gemeinden Hülscheid und Schalksmühle zur amtsfreien Großgemeinde (Einheitsgemeinde) Schalksmühle im Kreis Altena zusammengeschlossen und Schmermbecke gehört seitdem politisch zu Schalksmühle, das 1975 auf Grund des Sauerland/Paderborn-Gesetzes Teil des neu geschaffenen Märkischen Kreises wurde.
In der zweiten Hälfte des 20. Jahrhunderts weitete sich die geschlossene Hülscheider Wohnbebauung über das dazwischenliegende Brinkerhof nach Süden aus und erreichte den Wohnplatz Schmermbecke.